# Il grande spettacolo del cielo
Il grande spettacolo del cielo. Otto visioni dell'universo dall'antichità i giorni nostri è un saggio di divulgazione scientifica scritto da Marco Bersanelli, pubblicato nel 2016 e destinato al grande pubblico.

## Contenuti
In questo libro, Bersanelli racconta la storia dell'osservazione del cielo, a cominciare dalla preistoria fino ad arrivare al mondo contemporaneo. È sviluppato in ordine cronologico, a partire dalle rappresentazioni del cosmo nelle grotte di Lascaux e da Stonehenge. Ad ogni capitolo è affiancata una sezione con un focus sull'arte, la letteratura e la filosofia dell'epoca, con un'analisi di come le varie discipline e conoscenze si siano influenzate a vicenda.

## Edizioni
- Marco Bersaneli, Il grande spettacolo del Cielo. Otto visioni dell'universo dall'antichità ai giorni nostri, Sperling & Kupfer, 2016,  p. 286, ISBN 978-88-200-6106-7.